# ISO 3166-2:IQ
ISO 3166-2:IQ est l'entrée pour l'Irak dans l'ISO 3166-2, qui fait partie du standard ISO 3166, publié par l'Organisation internationale de normalisation (ISO), et qui définit des codes pour les noms des principales administration territoriales (e.g. provinces ou États fédérés) pour tous les pays ayant un code ISO 3166-1.

## Gouvernorats (18)
Les noms des subdivisions sont listés selon l'usage de la norme ISO 3166-2, publiée par l'agence de maintenance de l'ISO 3166 (ISO 3166/MA).
La région du Kurdistan (en arabe : Iqlīm Kūrdistān) possède aussi sont code  IQ-KR
| Code                      | Subdivision en arabe | Subdivision en kurde |
| ------------------------- | -------------------- | -------------------- |
| IQ-AN                     | Al Anbār             | NC                   |
| IQ-BA                     | Al Başrah            | NC                   |
| IQ-BB                     | Bābil                | NC                   |
| IQ-BG                     | Baghdād              | NC                   |
| IQ-DQ                     | Dhī Qār              | NC                   |
| IQ-DI                     | Diyālá               | NC                   |
| IQ-KA                     | Karbalā’             | NC                   |
| IQ-KI                     | Kirkūk               | NC                   |
| IQ-MA                     | Maysān               | NC                   |
| IQ-MU                     | Al Muthanná          | NC                   |
| IQ-NA                     | An Najaf             | NC                   |
| IQ-NI                     | Nīnawá               | NC                   |
| IQ-QA                     | Al Qādisīyah         | NC                   |
| IQ-SD                     | Şalāḩ ad Dīn         | NC                   |
| IQ-WA                     | Wāsiţ                | NC                   |
| Subdivisions du Kurdistan |                      |                      |
| IQ-AR                     | Arbīl                | Hewlêr               |
| IQ-DA                     | Dahūk                | Dihok                |
| IQ-SU                     | As Sulaymānīyah      | Slêmanî              |

## Historique
La Zone Neutre (NT, NTZ, 536) a été divisée et maintenant fait partie de l'Iraq (IQ, IRQ, 368) et d' l'Arabie Saudite (SA, SAU, 682) . L'entrée (NT, NTZ, 536) a étésupprimée de l'ISO 3166-1.
Historique des changements
- 30 octobre 2014 : Changement du code de subdivision remplacer IQ-TS par IQ-KI; mise à jour de la Liste Source
- 27 novembre 2015 : Correction typographique de IQ-KA; mise à jour
- 15 novembre 2016 : Ajout des codets alpha 2 et alpha 3 de la langue administrative ku, kur + Ajout du système de romanisation BGN/PCGN 2007 (kur); ajout de la remarque; ajout de gouvernorat IQ-SU, IQ-DA, IQ-AR en kur mise à jour de la Liste Source
- 3 mars 2022 : Ajout d'une région IQ-KR; Attribution de la subdivision-mère IQ-AR, IQ-DA, IQ-SU; Mise à jour de la Liste Source et du Code Source